# 東方日報藐視法庭案
東方日報藐視法庭案是香港歷史上涉及藐視法庭而被判刑最嚴厲的案件。1996年，《東方日報》因為不滿一宗裁決，報復性地派遣狗仔隊跟蹤法官、辱罵法官、對法官人身攻擊及恐嚇，最終其總編輯黃陽午因為藐視法庭罪名成立，被判入獄4個月，集團被罰款500萬港元，案件當時轟動香港社會，被視為傳媒藐視法庭最嚴重的案例。

## 背景

### 東方刊登裸體照片案
1996年6月29日及30日，《東方日報》刊登了兩輯由國際通訊社提供的圖片，圖中一名韓國裸體女模特兒在漢城表演人體繪畫，乳頭及陰部雖已馬賽克，但淫褻及不雅物品審裁處仍向東方發出傳票，於1997年9月評定該批圖片為二級不雅物品。另一報紙媒體《明報》亦為因刊登相同圖片而被控告，同樣被評為二級不雅，但淫褻及不雅物品審裁處向明報附上10多頁詳細解釋裁決的理據，對於東方則無片言隻字的交代。《東方日報》及後於9月2日提出上訴，要求上訴庭下令審裁處日後為物品評級時訂明理據，讓香港傳媒參考。
1996年10月底，上訴庭駁回東方的上訴，且仍未提供東方日報物品評級理據，但法庭卻頒下一份判詞，指出審裁處應為其評級解釋原因，而經此判例後，審裁處日後須依照有關判決辦事。《東方日報》於1997年12月10日再度要求上訴庭批發往終審法院上訴的許可證書，但法庭認為此舉與公眾利益無關，拒絕批出上訴到終審法院的許可證書。　

### 東方訴蘋果盜印照片案
在同一時期，東方與《蘋果日報》發生訴訟，東方報業集團的一名政治新聞記者，前往北京時遇見當時正懷孕的歌星王菲，於是舉機拍照，東方報業集團旗下的《東方新地》於1996年10月5日刊登有關照片。1天後，《東方日報》的主要競爭對手《蘋果日報》盜印該照片，事後《蘋果日報》雖然願意賠償東方報業集團1萬元損失及1萬元律師費，但東方報業集團認為該張照片具有高度新聞價值，遂於1996年10月16日入稟法院要求蘋果賠償15至20萬元。
法官羅傑志於1997年4月8日裁定，《蘋果日報》須賠償8,001港元，當中3,000元為引致東方報業集團損失的罰款，5,000元為翻印該張照片的罰款，1元為象徵式賠償；法官同時裁定《蘋果日報》在是次訴訟中付出的100萬訴訟費，須悉數由《東方日報》承擔。這次裁決，不但比蘋果當初主動賠償給東方的金額少，東方還要支付蘋果的訴訟費，等同處罰東方報業集團濫用訴訟程序。
1997年9月5日，東方報業集團不服提出上訴，同年12月9日上訴庭法官高奕暉推翻部分原決，裁定《東方新地》不須負擔《蘋果日報》的訴訟費，但維持《蘋果日報》罰款8,001元的原判。對於是次上訴的訴訟費，法官裁定東方與《蘋果日報》把各自的訴訟費合計得出的總和，由東方負擔當中的四分之三，金額超逾200萬港元，餘下的四分之一則由蘋果支付。判詞指《東方日報》的記者是在侵犯歌星王菲的私隱下拍得照片，即使該照片被盜印，也不值得獲取太高的賠償金。東方不滿連番裁決的結果，在1998年1月8日申請上訴至終審法院，但上訴庭法官高奕暉以該案件不符合公眾利益為理由，拒絕保薦案件上呈終審法院。

## 東方日報指裁決不公的案件
除了這兩宗案件外，自1994年9月至1995年2月的半年內，東方報業集團曾收到淫褻及不雅物品審裁處共33張傳票，但其中23張傳票經該報上訴或覆檢後被撤回，集團卻已付上逾100萬元的律師費。這些案件包括：
- 1994年10月9日，《東快訊》刊登一個畫廊減價廣告，以意大利文藝復興巨匠米高安哲羅創作的「大衛」雕像作招徠，審裁處以大衛像裸露，評定為二級。高院大法官稱任何有理智的人均不會以「不雅」形容大衛像，指出有關裁決「難以理喻」，經發還審裁處重新評級後被列為一級。
- 1995年2月27日，《東快訊》刊載一篇有關青少年可買到色情漫畫的文章及有關漫畫的插圖，被審裁處評為不雅。上訴至高院，法庭指裁定審裁處未有考慮文章內容及出版目的，發還重新評級後，獲評為一級。
- 1995年3月1日，《東快訊》頭版刊載一幅小童臉部被嚴重燒傷的圖片，上訴後獲重新評定為一級，高院大法官更指審裁處拒絕公開兩名審裁員姓名是違反法律公正原則，其後律政署透露兩人姓名為王寶明及張漢田，前者為沙田蘇浙公學校長，後者則為一名競選區域市政局及區議會均落敗的男子。

### 藐視內容
兩案先後請求批准往終審法院上訴被拒後，《東方日報》開始刊登連串批評文章。1997年12月11日，「功夫茶」專欄一篇題為「大法官白皮豬．審裁處黃皮狗」的文章，內容指「淫褻物品審裁處每一個審裁員，都係一隻生滋黃皮狗」，他們背後「有幾隻英國白鬼撐腰，其中一隻，係高院法官羅傑志，另一隻妖力仲猛，盤據上訴庭，乃大法官高奕暉。」
同日該報港聞版亦有一篇題為「羅傑志的卑劣　高奕暉的錯亂」的評論文章，內容謂「審裁處豢養的每一名審裁員，更全是先天弱智，毫無常識的愚蠢男女」，「審裁員這批黃皮惡犬的主人，卻是提供庇護縱容的司法界港英殘渣餘孽如羅傑志、高奕暉之流。」

### 狗仔隊跟踪
1998年1月13日，《東方日報》「功夫茶」專欄刊載一篇題為「東方即成立狗仔隊俾大法官見識」的文章，指法官高奕暉誣指東方政治版女記者為狗仔隊成員，有必要為他上一課：「功夫茶宣布，由今日起，東方即成立一隊全天候真正狗仔隊，去到港島深水灣高奕暉大法官獨立式豪宅，每日二十四小時不斷潛伏監察，等候高大法官出現一帶有新聞性或趣味性行為，即時舉機影相，拍下珍貴鏡頭...東方專程服侍高大法官狗仔隊，人數龐大，有明有暗。」他指記者會「隨時化裝為清道伕、的士司機、雪糕佬、美女或基佬等等，在附近一帶出現，以特殊器材拍攝任何戲劇性舉動，時間不限。」文章呼籲法官切勿「行差踏錯，以免一個唔覺意成為新聞人物，並祝佢出入平安，晚晚得安穩。」
當天早上，東方的狗仔隊即展開第一天行動。1998年1月14日《東方日報》港聞版報道「堂堂大法官所乘坐的政府車輛涉嫌公然違反交通條例，罔顧他人安全在雙白線掉頭，猶幸有驚無險，並沒有引致傷亡事例。」同時，《東方日報》亦在同一版發表一篇題為：「羅傑志高奕暉：看你們做的好事！」的文章，內容指法庭的裁決，令《新報》娛樂版刊出一幅盜自《東方》的娛樂圖片。
連續3天的狗仔隊跟蹤行動在1月16日結束。《東方日報》以全版篇幅刊登聲明，大字標題指出集團就連串不公正事項，並指集團將陸續披露「前港英政府、彭定康、霍德等領導之多個政府部門，惡意打擊本集團及馬氏家族種種恐怖驚人內情，敬希垂注。」此後，《東方日報》均以極大篇幅披露「集團受政治迫害」的內情，包括「馬卓安收取東方創辦人馬惜珍一百萬英磅始末」、「彭定康鼓勵東方辦《東快訊》以建立利用關係」等等。

### 藐視法庭罪成
1998年1月下旬，時任律政司司長梁愛詩決定起訴《東方日報》藐視法庭。案件在1998年6月30日宣判，東方報業集團及總編輯黃陽午被裁定兩項藐視法庭罪名成立，東方報業集團被判罰款500萬港元，黃陽午被判入獄4個月，集團主席馬澄發則毋須負責。高等法院首席法官陳兆愷在判詞指，維持司法機關的尊嚴非常重要，並且指出辱罵法官是對法官人身攻擊，而非指出其錯誤，而此等行為會動搖公眾對法律適當執行的信心。接近法官亦會影響法院執法，足以構成藐視法庭。原審法官指東方日報的行動已經構成恐嚇，在普通法史上絕無僅有。
黃陽午後來以私人名義聘請英國御用大律師上訴，以案件涉及新聞自由及公眾利益為由，要求終審法院發出上訴許可，但是終審法院3名法官以2對1拒絕。終審法官列顯倫指出，今次判監4個月已經是非常輕，故此駁回上訴，黃陽午須要兼付上訴堂費。